# Caracteres sexuales secundarios

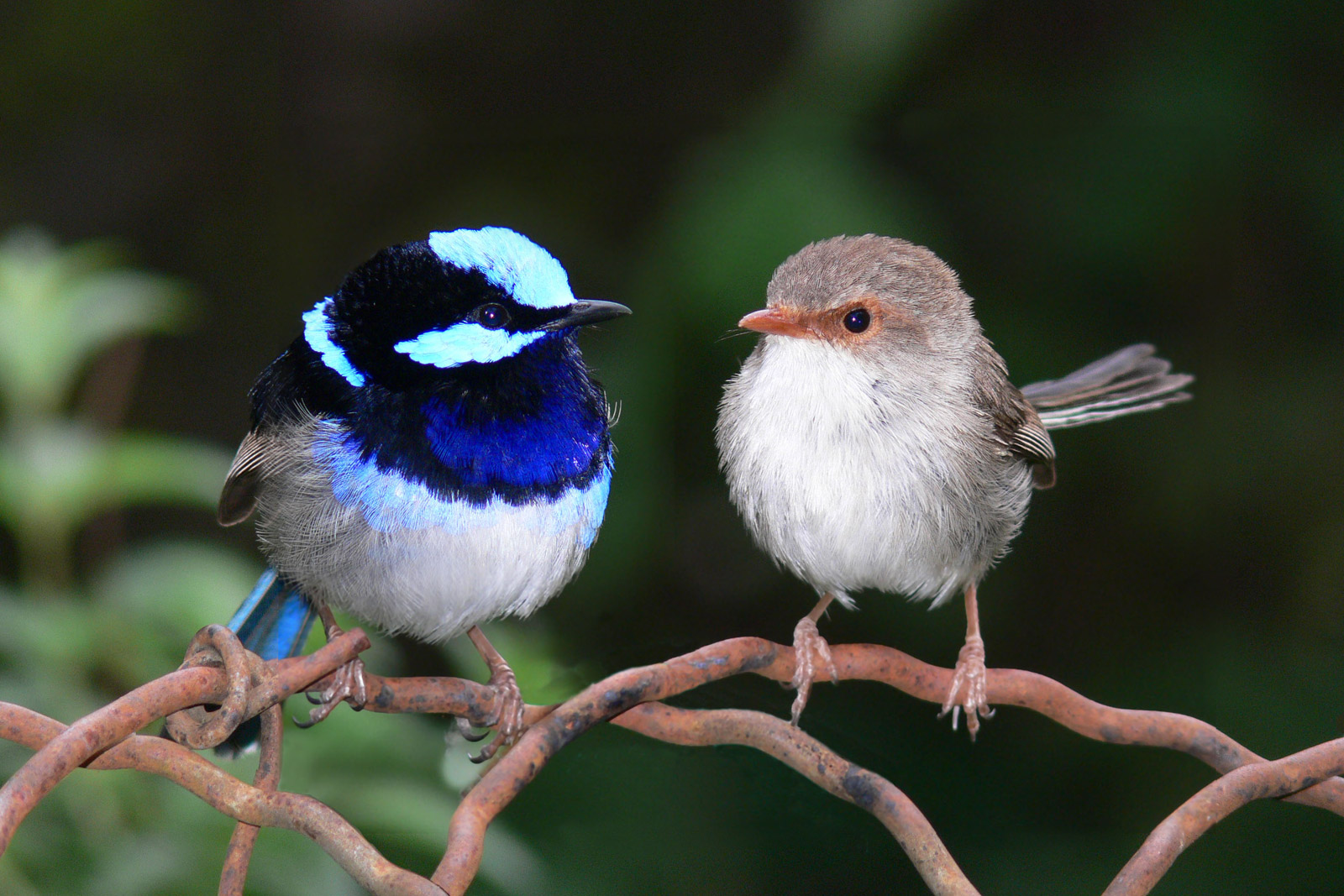
Macho (izquierda) y hembra (derecha) de maluros soberbios mostrando sus diferentes características sexuales secundarias

Las características sexuales secundarias o caracteres sexuales secundarios son características que aparecen durante la pubertad en los humanos y en la madurez sexual en otros animales, aquellos signos físicos y fisiológicos de madurez sexual que se distinguen entre los dos sexos de una especie, pero no son directamente parte del sistema reproductor, por lo que no incluyen los órganos sexuales, siendo distintos de las características sexuales primarias.  
Los caracteres sexuales secundarios permiten distinguir a los diferentes sexos. Sus diversas etapas de desarrollo varían según las especies, las características sexuales secundarias incluyen, por ejemplo, las melenas de los leones machos. Estos tienen relación con múltiples aspectos anatómicos, funcionales o biológicos de los órganos reproductores que hay cuando se unen los gametos masculinos y femeninos.
La aparición de estos rasgos es estimulada por la producción hormonal (de andrógenos o estrógenos), que está determinada por el código genético, y puede ser atrasada a través de bloqueadores de la pubertad.

## En los animales

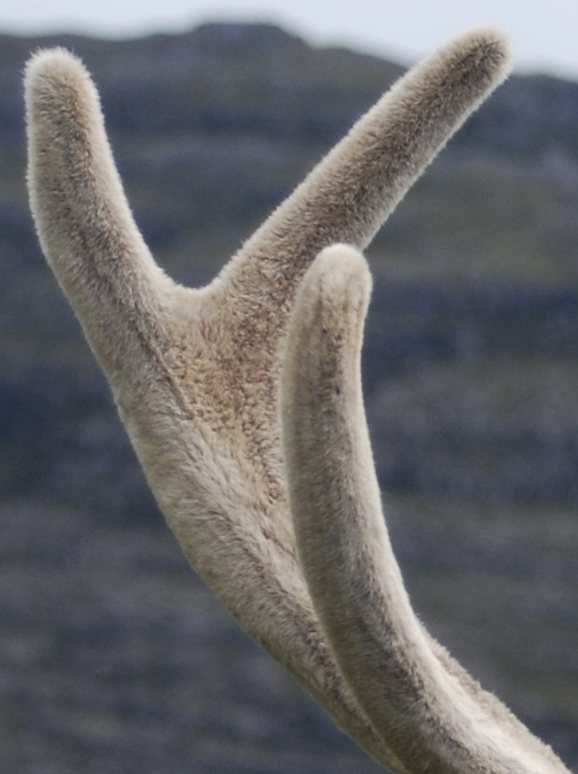
Un asta en un Cervus elaphus macho es un carácter sexual secundario

Algunas características sexuales secundarias conocidas en diversas especies de animales, incluyen las melenas de los leones machos y las largas plumas de los pavos reales machos. Otros ejemplos destacables incluyen los colmillos de los narvales machos, probóscides agrandadas en los elefantes marinos machos y la proboscis, la coloración brillante en la cara de los mandriles machos, los cuernos crecidos en muchas cabras y antílopes y los cuernos de diversos mamíferos. En las aves y los peces los machos de muchas especies tienen patrones de colores más brillantes y llamativos, y la presencia de partes externas sobresalientes. En los anfibios, las crestas dorsales del macho de la salamandra y los parches nupciales de anfibios anuros.
Las diferencias de tamaño entre los sexos de los animales también se consideran características sexuales secundarias. Si bien, en una gran parte de mamíferos, los machos son más grandes y corpulentos que las hembras, esto no siempre es así para todas las especies.

## En el ser humano
En los seres humanos, las características sexuales secundarias más visibles son el agrandamiento de los senos en las mujeres, y el vello facial y el crecimiento de la nuez de Adán en los varones. La aceleración del crecimiento en la longitud y la masa corporal se conocen popularmente como «estirón».
Se considera que la adolescencia comienza con la incipiente aparición de estos caracteres sexuales (en la fase puberal), y termina al finalizar el crecimiento. Los cambios que ocurren hacia el establecimiento de las características sexuales secundarias no se establecen en un mismo momento, sino que siguen una secuencia progresiva.
Las principales características sexuales secundarias de los humanos incluyen:

### En el hombre
El aumento de la secreción de testosterona de los testículos durante la pubertad hace que se manifiesten las características sexuales secundarias masculinas. En los hombres, la testosterona aumenta directamente el tamaño y la masa de los músculos, las cuerdas vocales y los huesos, profundizando la voz y cambiando la forma de la cara y el esqueleto. Convertido en DHT en la piel, acelera el crecimiento del vello facial y corporal que responde a los andrógenos, pero puede retardar y eventualmente detener el crecimiento del vello de la cabeza. La estatura más alta es en gran medida el resultado de una pubertad tardía y una fusión epifisaria más lenta. Las características sexuales secundarias masculinas incluyen:

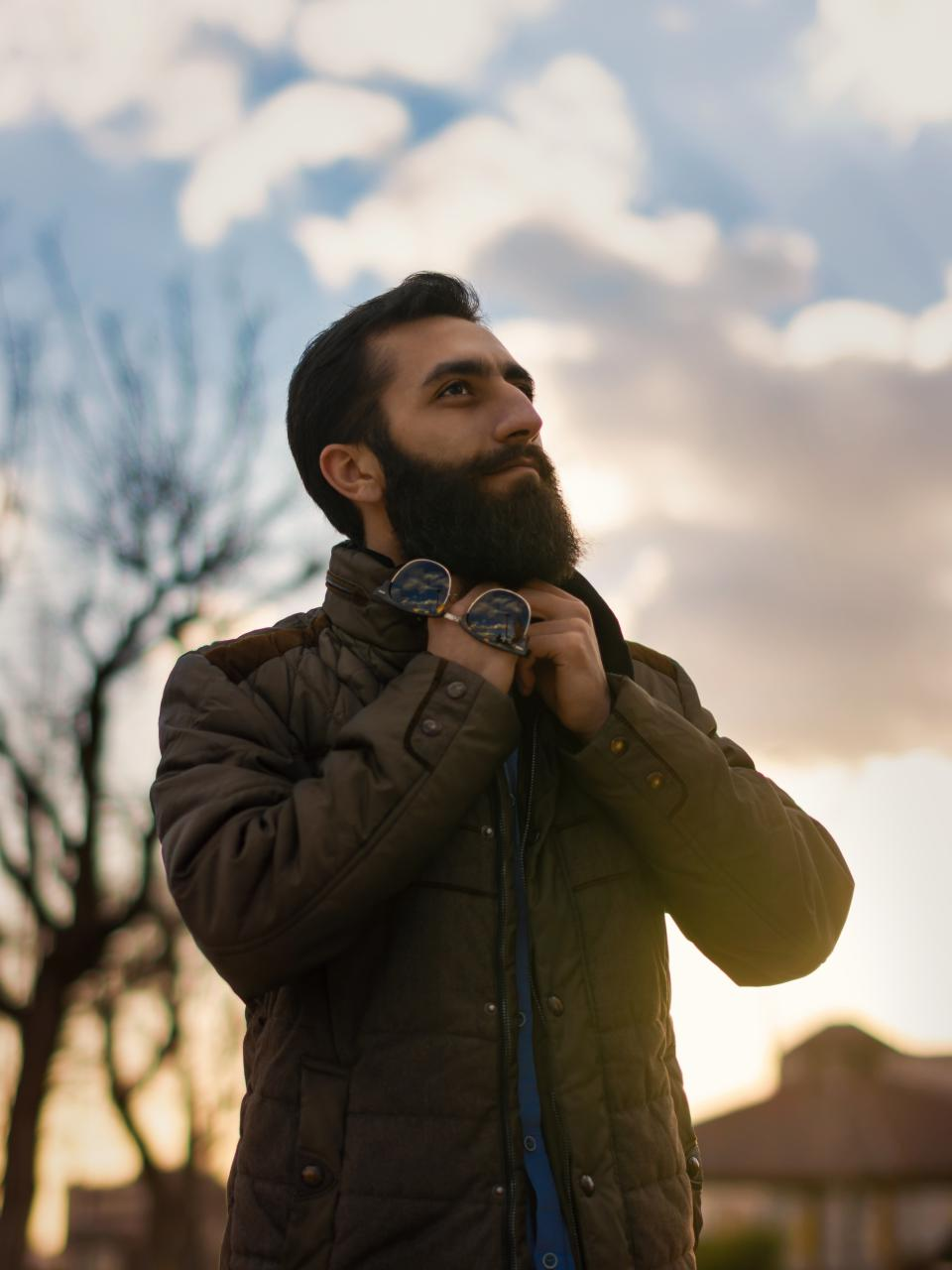
La barba es una característica sexual secundaria del hombre

- Musculatura más desarrollada, mayor fuerza física y masa muscular.
- Incremento de la estatura. Los varones adultos son más altos que las mujeres adultas, en promedio.
- Presencia de vello facial más grueso y largo en otras partes del cuerpo: brazos, piernas, pectoral, abdominal, axilar y púbico.
- Vello facial, barba y/o bigote.
- En promedio, los pies, manos y nariz son más grandes que en las mujeres.
- El tórax y los hombros se vuelven más anchos.
- Engrosamiento de la voz en los varones.
- Alargamiento y aumento del grosor del pene.
- Índice cintura/cadera menor que la mujer, en promedio.
- Cabeza ósea y esqueleto más pesados.
- Posible aparición de alopecia androgénica progresiva con la edad.

### En la mujer
En las mujeres, los senos son una manifestación de niveles más altos de estrógeno; el estrógeno también ensancha la pelvis y aumenta la cantidad de grasa corporal en las caderas, los muslos, las nalgas y los senos. El estrógeno también induce el crecimiento del útero, la proliferación del endometrio y la menstruación. Las características sexuales secundarias femeninas incluyen:

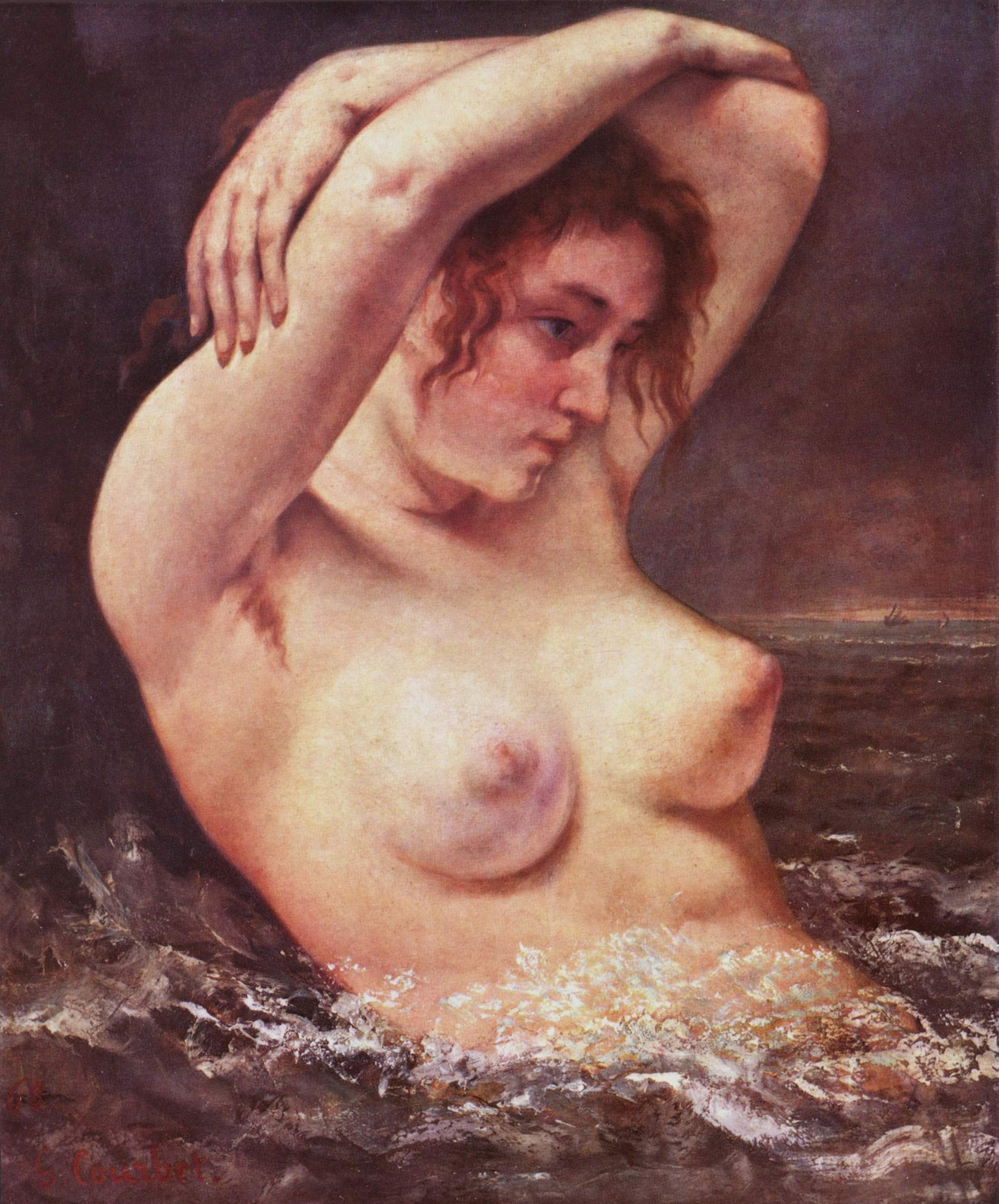
Los senos desarrollados son una característica sexual secundaria de la mujer

- Senos desarrollados y pezones más grandes.
- En promedio, menor crecimiento de la estatura que en el varón.
- Mayor nivel de grasa subcutánea, especialmente en el rostro, glúteos y muslos.[24]
- Caderas más anchas. proporción cintura-cadera más baja que los hombres adultos.[25]
- Desarrollo de vello corporal o androgénico en menor medida que el varón, principalmente en las piernas y axilas.
- Vello púbico crecido de forma triangular, en el área genital cubriendo la vulva y el monte de Venus.
- Voz más grave.